# Bob Arum

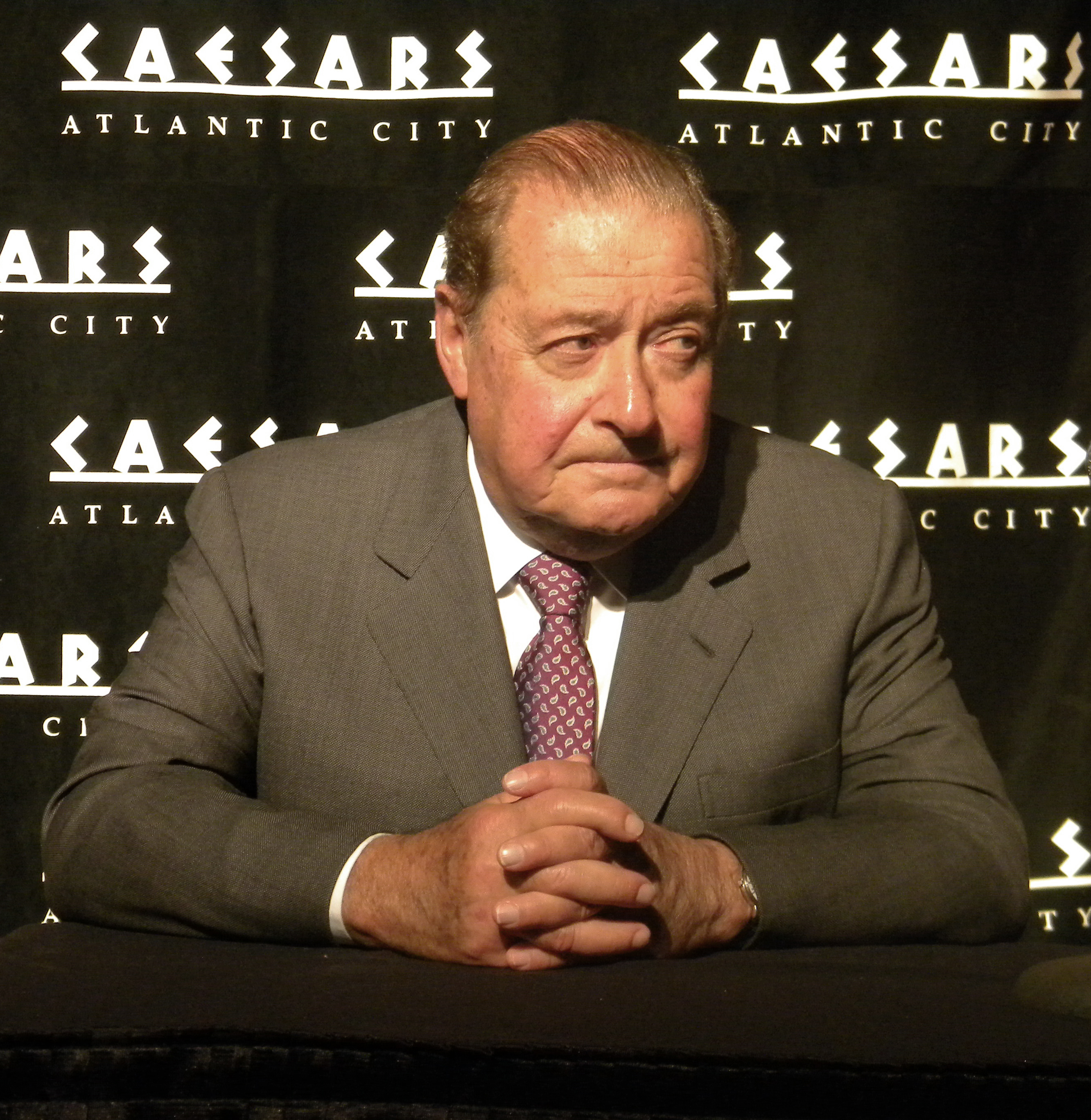
Bob Arum (2010)

Bob Arum (* 8. Dezember 1931 in New York City) ist ein US-amerikanischer Boxpromoter.
Mit seiner Firma Top Rank, bei der auch sein Schwiegersohn Todd du Boef tätig ist, promotet er vor allem Latinos in den unteren Gewichtsklassen und weniger Schwergewichtler, obwohl er zurzeit Hasim Rahman unter Vertrag hat. Auch Tommy Morrison und George Foreman vertrauten ihm.
Sein respektiertester Boxer zurzeit ist Manny Pacquiao. Floyd Mayweather hingegen verließ ihn 2006. Er promotete auch Miguel Cotto bis 2011.
Das erste Match, das er promotete, war 1966 Muhammad Ali gegen George Chuvalo.
Arum gilt als Erzfeind von Don King. Aufgrund ihrer Konkurrenz war es für beide Promoter jahrelang schwierig, sich über Kämpfe ihrer Boxer zu verständigen.
1999 fand Arum Aufnahme in die International Boxing Hall of Fame.